# Courtney Act
Shane Jenek (né le 18 février 1982 ; plus connu sous son nom de scène Courtney Act) est une drag queen et un chanteur australien. En tant que Courtney Act, Jenek termine en demi-finale de Australian Idol en 2003 et devient le troisième chanteur de la compétition à sortir un single solo officiel, après Guy Sebastian et Shannon Noll. Le single Rub Me Wrong sort en 2004, et se classe à la vingt-neuvième position de l'ARIA Singles Chart,. Act participe également à la sixième saison de RuPaul's Drag Race où elle échoue en finale avec Adore Delano contre Bianca Del Rio. Plus récemment, Shane/Courtney participe à l'émission de télé-réalité britannique Celebrity Big Brother qu'elle remporte en février 2018.

## Biographie
Shane Jenek naît le 18 février 1982 à Brisbane, en Australie et suit ses études secondaires à la Sandgate District State High School. Il déménage ensuite pour Sydney à l'âge de 18 ans. Fils de Gill et Annette Jenek, et a une sœur aînée nommée Kim. Durant son enfance, Shane aimait se costumer, chanter et danser. En 1987, il entre dans la compétition Tiny Tots, un concours caritatif pour enfants. Shane entre à The Fame Talent School, où il se lie d'amitié avec les jumelles Lisa Origliasso et Jessica Origliasso, qui plus tard deviendront The Veronicas. Le groupe a donné des performances pendant douze ans pendant leur adolescence. 
Jenek a trouvé l'école difficile car il était victime de harcèlement à cause de son orientation sexuelle. Il a commencé à se poser des questions à propos de sa sexualité alors qu'il était adolescent. Jenek avait de bonnes notes pendant sa scolarité, et il voulait faire des études de médecine pour devenir médecin. Il est allé au Stonewall Club pour la première fois dans les années 1990, et ce fur le début de sa "big queer life". 
Il comptait choisir le nom Ginger Le'Bon et être "une chanteuse de boîte de nuit rousse à la voix rocailleuse". Mais il prend le nom de scène de « Courtney Act » qui est un jeu de mots avec l'expression caught in the act prononcée avec un accent non-rhotique (sans prononcer le r) présent dans l'anglais australien.
En grandissant, Jenek ne parvenait pas à s'identifier à aucune des figures représentées dans les médias. 

### Carrière

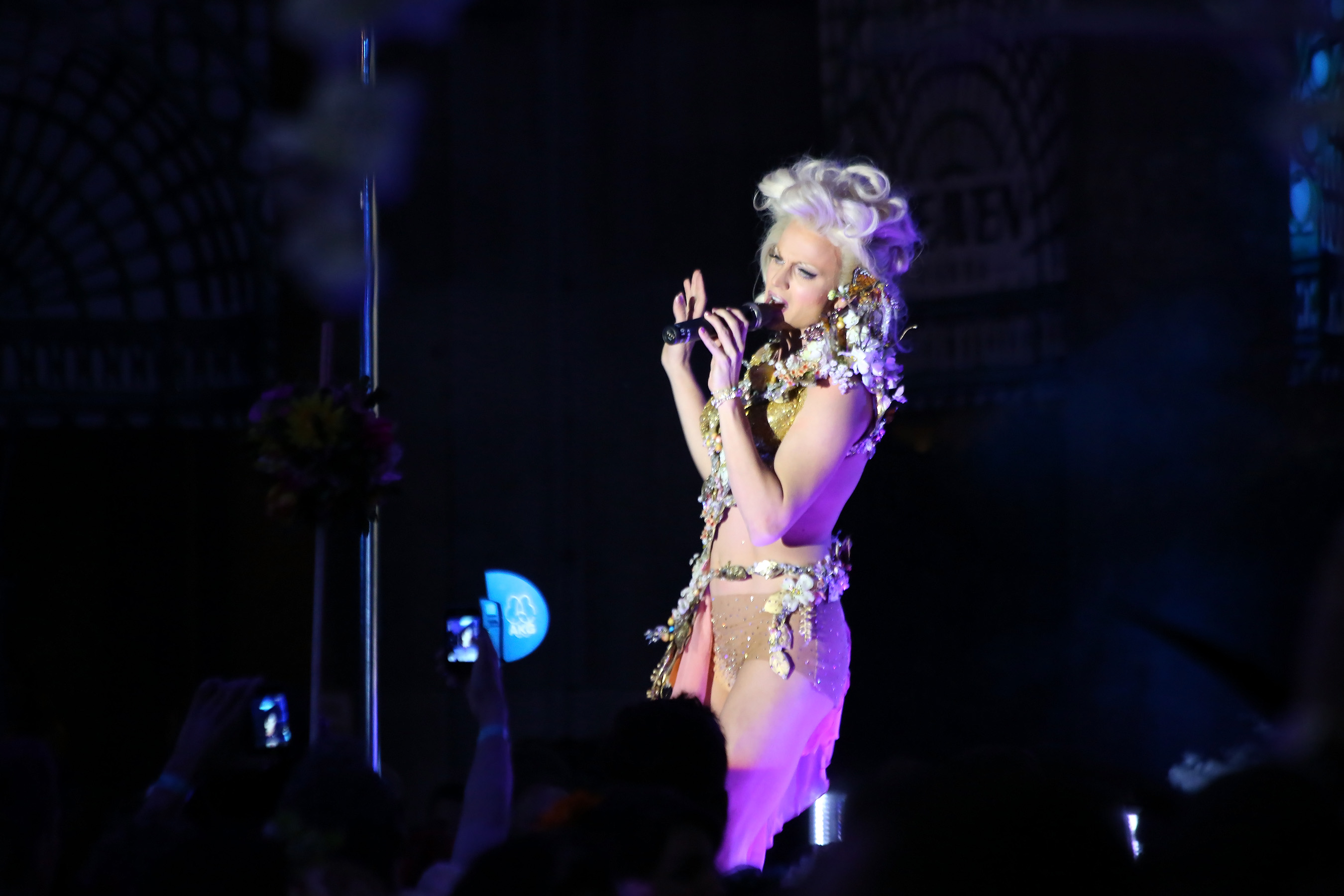
Courtney Act au Life Ball 2014

En décembre 2013, Logo TV annonce que Courtney Act fait partie des 14 participantes à la sixième saison de RuPaul's Drag Race. Act arrive jusqu'en finale de l'émission et doit affronter Adore Delano et Bianca Del Rio. C'est finalement Bianca qui remporte la compétition au détriment des deux autres.
En juillet 2014, Courtney Act devient la première drag queen de l'histoire à chanter en live avec l'orchestre symphonique de San Francisco. Act apparaît en tant que guest de Cheyenne Jackson dans Hello, Gorgeous! Cheyenne Jackson Goes to the Movies. Les deux chantent en duo sur Elephant Love Song, morceau issu du film Moulin Rouge de Baz Luhrmann. En septembre 2014, elle devient, avec Willam Belli et Alaska Thunderfuck, la première drag queen égérie de la marque American Apparel. Elles travaillent pour la campagne de publicité intitulée « Support Artists, Support Ethical Manufacturing », toutes trois arborant des tee-shirts exclusifs en édition limitée et qui mettent en avant les talents et le  charme de chaque drag queen.
En 2018, lors de la saison 21, Jenek remporte la compétition de Celebrity Big Brother. 
En 2019, lors de la saison 16, Jenek termine à la 2e place de la version australienne de Dancing with the Stars.

## Discographie

### EPs
| Titre        | Détails                                                                                 |
| ------------ | --------------------------------------------------------------------------------------- |
| Kaleidoscope | - Date de sortie : 7 juillet 2015 - Label : Courtney Act - Formats : CD, Téléchargement |

### Singles

#### Comme artiste principal
| Titre                                                | Année | Meilleures positions | Meilleures positions | Album                |
| Titre                                                | Année | AUS                  | US Comedy Digital    | Album                |
| ---------------------------------------------------- | ----- | -------------------- | -------------------- | -------------------- |
| "Rub Me Wrong"                                       | 2004  | 29                   | —                    | Singles              |
| "Welcome to Disgraceland"                            | 2010  | —                    | —                    | Singles              |
| "To Russia with Love"                                | 2014  | —                    | —                    | Singles              |
| "Mean Gays"                                          | 2014  | —                    | —                    | Singles              |
| "American Apparel Ad Girls" (avec Willam et Alaska)  | 2014  | —                    | 10                   | Shartistry in Motion |
| "Dear Santa, Bring Me a Man" (avec Willam et Alaska) | 2014  | —                    | —                    | Single               |
| "Ecstasy"                                            | 2015  | —                    | —                    | Kaleidoscope         |
| "Ugly"                                               | 2015  | —                    | —                    | Kaleidoscope         |
| "Body Parts" [réf. nécessaire]                       | 2015  | —                    | —                    | Kaleidoscope         |

#### Comme artiste invité
| Titre | Année | Album   |
| --- | ----- | ------- |
| "Downton Abbey...Snore" (Jimmy Ray Bennett, Stephen Guarino & Jeff Hiller avec Willam Belli, Vicky Vox & Courtney Act) | 2013  | Singles |
| "Oh No She Better Don't" (RuPaul avec le casting de la saison 6 de RuPaul's Drag Race)                                 | 2014  | Singles |

### Autres apparitions
| Titre                                                                  | Année | Album                           |
| ---------------------------------------------------------------------- | ----- | ------------------------------- |
| "Champion" (RuPaul avec Courtney Act)                                  | 2014  | RuPaul Presents: The CoverGurlz |
| "The Shade of It All" (Alaska Thunderfuck avec Courtney Act et Willam) | 2014  | Anus                            |

## Filmographie

### Film
| Année | Titre              | Rôle        | Notes        |
| ----- | ------------------ | ----------- | ------------ |
| 2013  | Meet the Glamcocks | Lui-même    | Documentaire |
| 2015  | Luna Goes Cruising | Koda (voix) | Filme Court  |
| 2015  | This Is Drag       | Lui-même    | Documentaire |

### Télévision
| Année | Titre                          | Rôle                    | Notes                                                            | Ref.   |
| ----- | ------------------------------ | ----------------------- | ---------------------------------------------------------------- | ------ |
| 2000  | Snick Flicks                   | Lui-même (présentateur) | Diffusé sur Nickelodeon Australie pendant six mois chaque samedi | [ 23 ] |
| 2003  | Australian Idol                | Lui-même (participant)  | Saison 1                                                         | [ 24 ] |
| 2010  | Sleek Geeks                    | Lui-même                | Saison 2, Épisode 8 : "Wee Across the World"                     | [ 25 ] |
| 2012  | Are You There, Chelsea?        | Lui-même                | Épisode 8 : "Dee Dee's Pillow"                                   | [ 26 ] |
| 2012  | I Will Survive                 | Lui-même                | Épisode 4                                                        | [ 27 ] |
| 2014  | RuPaul's Drag Race             | Lui-même (participant)  | Saison 6 - Top 3                                                 | [ 28 ] |
| 2014  | Candidly Nicole                | Lui-même                | Épisode 2                                                        | [ 29 ] |
| 2018  | Celebrity Big Brother          | Lui-même (Participant)  | Saison 21 - Gagnante                                             |        |
| 2018  | The Bi Life                    | Lui-même(Présenteur)    | Saison 1                                                         |        |
| 2018  | The Courtney Act Show          | Lui-même                | Saison 1                                                         |        |
| 2019  | Eurovision - Australia Decides | Lui-même (Participant)  | Présélection pour l'Eurovision                                   |        |

### Web séries
| Année   | Titre            | Rôle     | Notes                       |  |
| ------- | ---------------- | -------- | --------------------------- |  |
| 2012–13 | Transfashionable | Lui-même | Produit par The Stylish     |  |
| 2014    | Reality Relapse  | Lui-même | Produit par BiteSizeTV      |  |
| 2014    | Transformations  | Lui-même | Produit par World of Wonder |  |
| 2014    | Hey Qween!       | Lui-même | Produit par Jonny McGovern  |  |

### Clips vidéos
| Titre                                       | Année | Réalisateur                | Note |
| ------------------------------------------- | ----- | -------------------------- | ---- |
| "Rub Me Wrong"                              | 2004  | Anthony Rose               |      |
| "Welcome to Disgraceland"                   | 2010  | Kain O'Keeffe              |      |
| "Oh No She Better Don't"                    | 2014  | Eve, Trina                 |      |
| "To Russia with Love"                       | 2014  | Rami Mikhail               |      |
| "Mean Gays"                                 | 2014  | Kain O'Keeffe              |      |
| "American Apparel Ad Girls"                 | 2014  | Shawn Adeli                |      |
| "Dear Santa, Bring Me a Man"                | 2014  | Mairin Hart                |      |
| "Ecstasy"                                   | 2015  | William Baker              |      |
| "Ugly"                                      | 2015  | Courtney Act, Kain O'Keefe |      |
| "Body Parts"                                | 2015  | Marvin Joseph              |      |
| "Christmas Sweater"                         | 2015  | Kain O'Keefe               |      |
| "From Head To Mistletoe"                    | 2015  | Kain O'Keefe               |      |
| "Kaleidoscope"                              | 2016  | Wallaby Way                |      |
| "Wigs by Vanity Single Jingle"              | 2016  | NC                         |      |
| "Stayin' Alive"                             | 2016  | NC                         |      |
| "Chandelier / Diamonds / Titanium (Medley)" | 2016  | NC                         |      |
| "Fight For Love"                            | 2019  | Femme TV                   |      |

### Autres apparitions dans des clips
| Titre                                | Année | Réalisateur    | Ref.   |
| ------------------------------------ | ----- | -------------- | ------ |
| "Applause" (Lyric video) (Lady Gaga) | 2013  | Lady Gaga      | [ 30 ] |
| "Sissy That Walk" (RuPaul)           | 2014  | Steven Corfe   | [ 31 ] |
| "Jump the Gun" (Adore Delano)        | 2015  | Josef J. Weber | [ 32 ] |